# IMovie
IMovie is een programma voor macOS en iOS om videofragmenten uit camcorders te importeren en te bewerken. Het werd ontworpen door Apple. IMovie is beschikbaar in de Apple App Store en maakt deel uit van iLife, een pakket voor het bewerken en bewaren van digitale mediabestanden zoals geluid en stilstaande of bewegende beelden. Videofragmenten uit een digitale camcorder kunnen met FireWire of USB worden geïmporteerd. Bij de iOS-versie kunnen beelden gemaakt met de eigen videocamera van het apparaat (iPod, iPhone, iPad) worden geïmporteerd.